# شاكتي كابور
شاكتي كابور ممثل هندي (3 سبتمبر 1958 - ) اشتهر بتادية ادوار الشر والكوميديا شارك في أكثر من مائتان فيلم بدأ العمل منذ 1975 وهو أب الممثلة شرادها كابور والممثل سادهانث كابور حصل على جائزة أفضل ممثل كوميدي فلم فير 1995 ورشح 1984-1985-1995-1997-1998 ورشح أفضل وغد فلم فير. تخرج في جامعة دلهي وعمل لفترة مع والده قبل أن يعرض عليه المخرج (سونيل دوت) الاشتراك في فيلم (Rocky) عام 1981، والذي كان بداية مسيرته السينيمائية، توالت أعماله السينيمائية بعد ذلك والتي من أبرزها (Mr Joe B. Carvalho،Boss،No Problem،De Dana Dan)

## روابط خارجية
- شاكتي كابور على موقع IMDb (الإنجليزية)
- شاكتي كابور على موقع ألو سيني (الفرنسية)
- شاكتي كابور على موقع أول موفي (الإنجليزية)
- شاكتي كابور على موقع ديسكوغز (الإنجليزية)
- شاكتي كابور على موقع قاعدة بيانات الفيلم (الإنجليزية)
- شاكتي كابور على موقع كينوبويسك (الروسية)
- شاكتي كابور على موقع كينوبويسك (الروسية)
- شاكتي كابور على موقع كينوبويسك (الروسية)